# San Giacomo in Paludo
San Giacomo in Paludo è un'isola (12.496 m², di cui 11.896 edificati) della Laguna di Venezia. Si trova tra Murano e Madonna del Monte, lungo il canale detto Scomenzera San Giacomo.

## Storia
Nel 1046 Orso Badoer concesse a Giovanni Trono di Mazzorbo un ampio spazio di palude perché vi fosse eretto un ospedale in onore di San Giacomo Maggiore apostolo per accogliere i pellegrini ed ospitare quelli che fossero sbattuti dalle tempeste della luguna. L'ospedale ebbe breve durata e, trascorso un secolo, nel 1238 il convento passò alle monache cistercensi, ma esse, ridotte a due soltanto, lo abbandonarono nel 1440 trasferendosi nell'abbazia di Santa Margherita di Torcello.
Nel 1456, durante una terribile pestilenza, l'isola fu utilizzata come lazzaretto.  Nel XVI secolo vi si insediarono i frati minori conventuali di Santa Maria Gloriosa dei Frari di Venezia che garantivano la celebrazione della messa nelle feste comandate e davano ricovero ai pericolanti nelle burrasche. Tale presenza durò fino al 1810 quando, con la soppressione del convento dei Frari di Venezia, l'isola venne abbandonata.

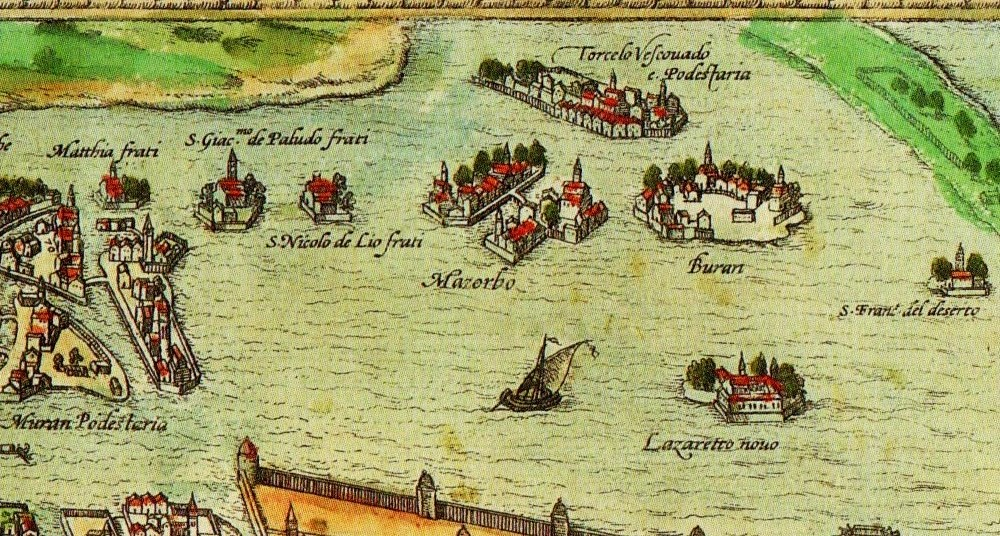
Georg Braun e Frans Hogenberg, Civitas orbis terrarum, 1612, particolare

La chiesa, che si vede nelle incisioni settecentesche, fu eretta nel XVI secolo: era lunga ventitré passi veneti e larga dieci ed aveva tre altari, il maggiore dei quali dedicato a San Giacomo Maggiore e gli altri due a San Giovanni Battista e a San Nicolò da Bari. Il convento era di età anteriore.
Durante il Settecento l'isola vide aumentare la presenza di ortolani che ricevevano in concessione le terre per la produzione di erbe e frutti. In concomitanza con l'aumento di questi contratti, che fruttavano 60 ducati l'anno, diminuiva la presenza dei religiosi.
L'isola si trovò spesso a combattere contro la decadenza e soprattutto contro l'erosione degli argini;  più volte i monaci sollecitarono i governanti ad intervenire per restaurare la pubblica cavana. 
Nel 1810, in conseguenza degli editti napoleonici che soppressero degli ordini religiosi, il monastero fu demolito. 
L'isola si convertì, con la dominazione austriaca di Venezia, in una postazione militare dotata di batterie di cannoni e terrapieni. Durante i moti rivoluzionari del 1848 San Giacomo fu utilizzata come forte difensivo della neonata Repubblica di San Marco contro il ritorno degli Austriaci 
Dal 1860 è stata utilizzata come deposito per le polveri da cannone. L'attività militare proseguì poi con l'esercito italiano durante tutto il XX secolo durante il quale furono costruite tre polveriere e i loro terrapieni di contenimento. A custodia dell'isola fu posto un militare e la sua famiglia. 
Ciò che ne restava è stato restaurato dal Magistrato alle Acque, ma per il resto è in completa rovina.
Nel 1975 la Biennale di Venezia organizzò una serie di spettacoli teatrali sull'isola.
Di proprietà demaniale, l'isola è stata sottoposta a vincolo paesaggistico dal decreto ministeriale 23 settembre 1960. Nel febbraio 2019 la Cassa Depositi e Prestiti, dopo la sentenza favorevole del Consiglio di Stato del 2016, ha ceduto l'isola ad Agostino Re Rebaudengo con il vincolo di destinare l'isola ad una finalità collettiva e culturale di alcuni degli spazi ed escludendo la possibilità di uso ricettivo e alberghiero. 
Prima della cessione sull'isola erano presenti quattro costruzioni ottocentesche in stato di abbandono e tre fabbricati restaurati negli anni Novanta del XX secolo . 
L'Isola di San Giacomo in Paludo è stata oggetto d'indagine archeologica con cinque campagne di scavo condotte dal 2002 al 2005, grazie a una convenzione tra la Soprintendenza per i Beni Archeologici del Veneto e l'Insegnamento di Archeologia Medievale del Dipartimento di Scienze dell'Antichità e del Vicino Oriente dell'Università Ca' Foscari di Venezia.  Gli scavi archeologici hanno documentato che l'isola aveva ospitato antichi insediamenti che occupavano un'area più vasta dell'attuale; i resti e le strutture trovate sul fondale della vicina palude testimoniano l'antichità e la maggior estensione del territorio. I rilievi e le analisi eseguiti sui vari strati di terreno suggeriscono che quando vi fu stabilito l'ospizio nel secolo XII l'isola era già da tempo deserta e ridotta ad area barenosa. Per recuperare l'isola e adattarla ai nuovi scopi, i livelli del terreno furono ripristinati con apporti di sabbia tolta dalle dune dei litorali. Su questa terra rialzata, al riparo delle maree, furono costruiti gli edifici del monastero e dell'"ospitale".  L'isola di San Giacomo però, come tutte le altre isole della laguna, non rimase a lungo indenne dall'aggressione del mare, venendo colpita fortemente dalle onde provocate dal vento di bora che soffia da nord-est. Numerosi sono i reperti recuperati durante gli scavi: ceramiche attiche e di epoca romana, ceramiche medievali e rinascimentali, vetri, monete, marmi e pietre tombali.
Nel 2021 sono iniziati i lavori per il recupero dell'isola. Nel 2022 la Fondazione Sandretto Re Rebaudengo ha annunciato che aprirà una sede espositiva nell'isola. 
Nel 2024 sono in corso i lavori di elettrificazione dell'Isola con un sistema a ridotto impatto ambientale composto da un impianto fotovoltaico con sistema di accumulo ad alta efficienza ed un generatore di backup innovativo dotato di un motore alimentato da carburante HVO e con un allestimento avente emissioni acustiche inferiori a 55db.

## Galleria d'immagini

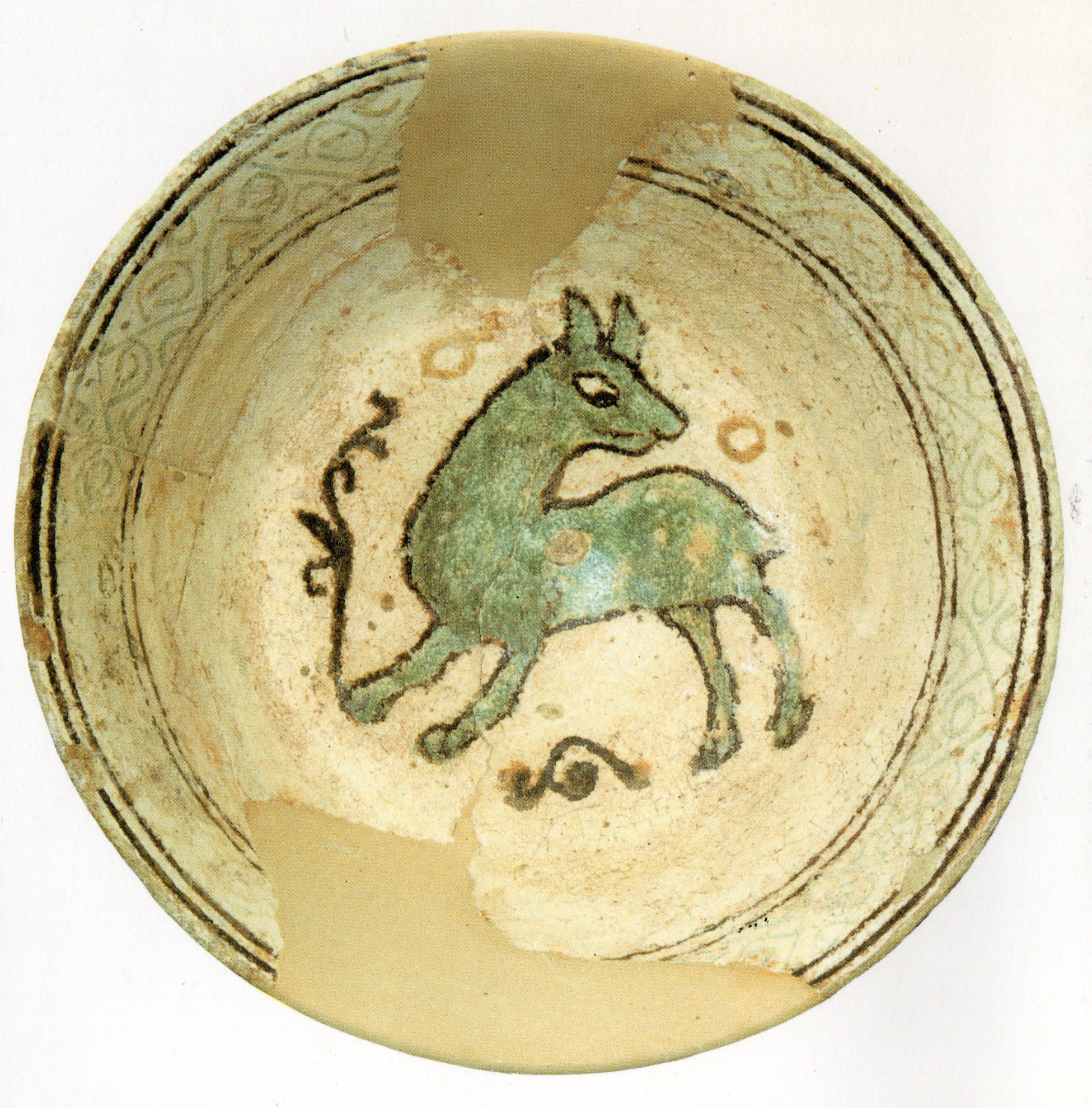
Scodella seconda metà sec.XIII
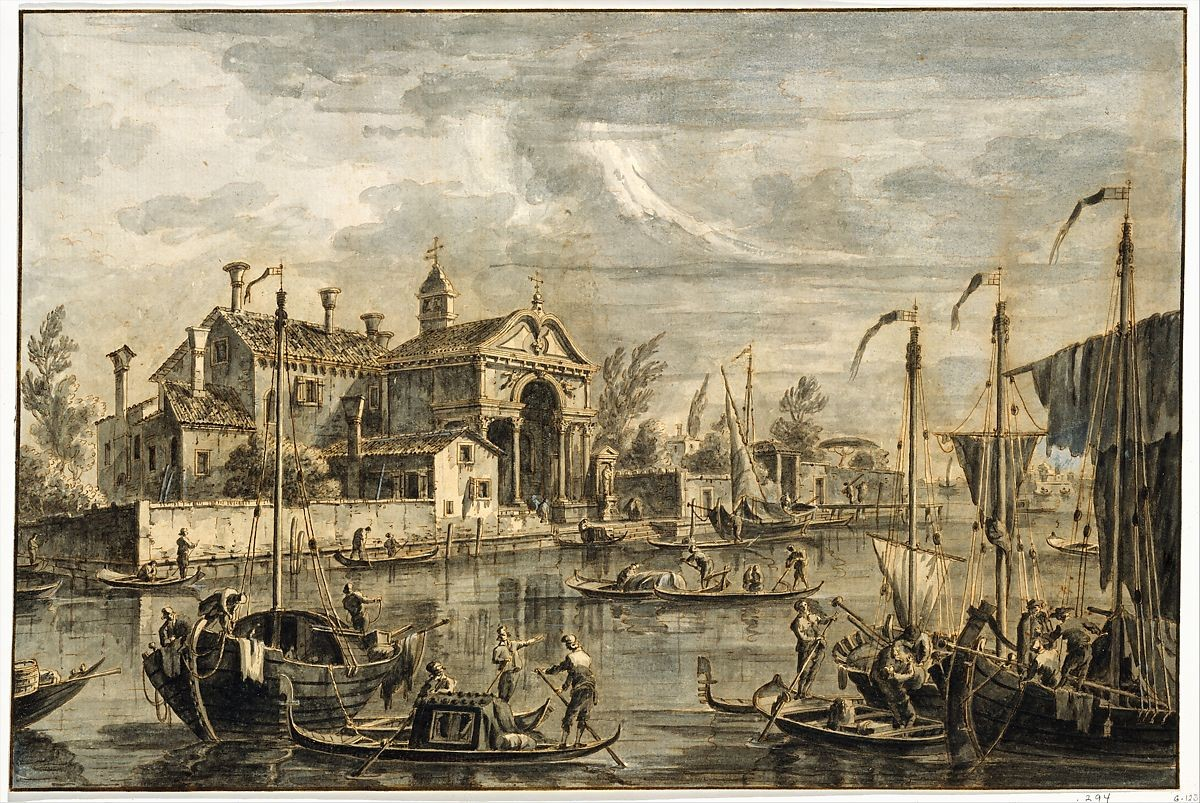
Francesco Tironi (Venezia 1745 ca. –1797), San Giacomo in Paludo, Robert Lehman Collection
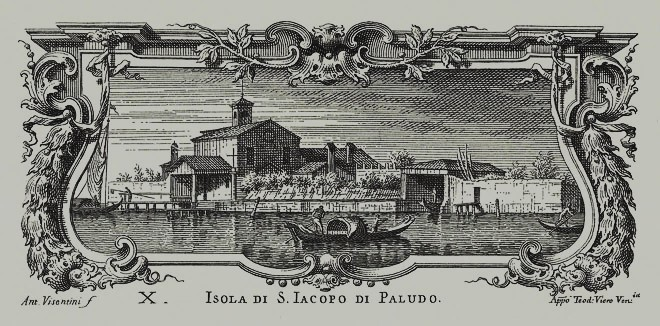
Antonio Visentini, Isolario Veneto, 1777
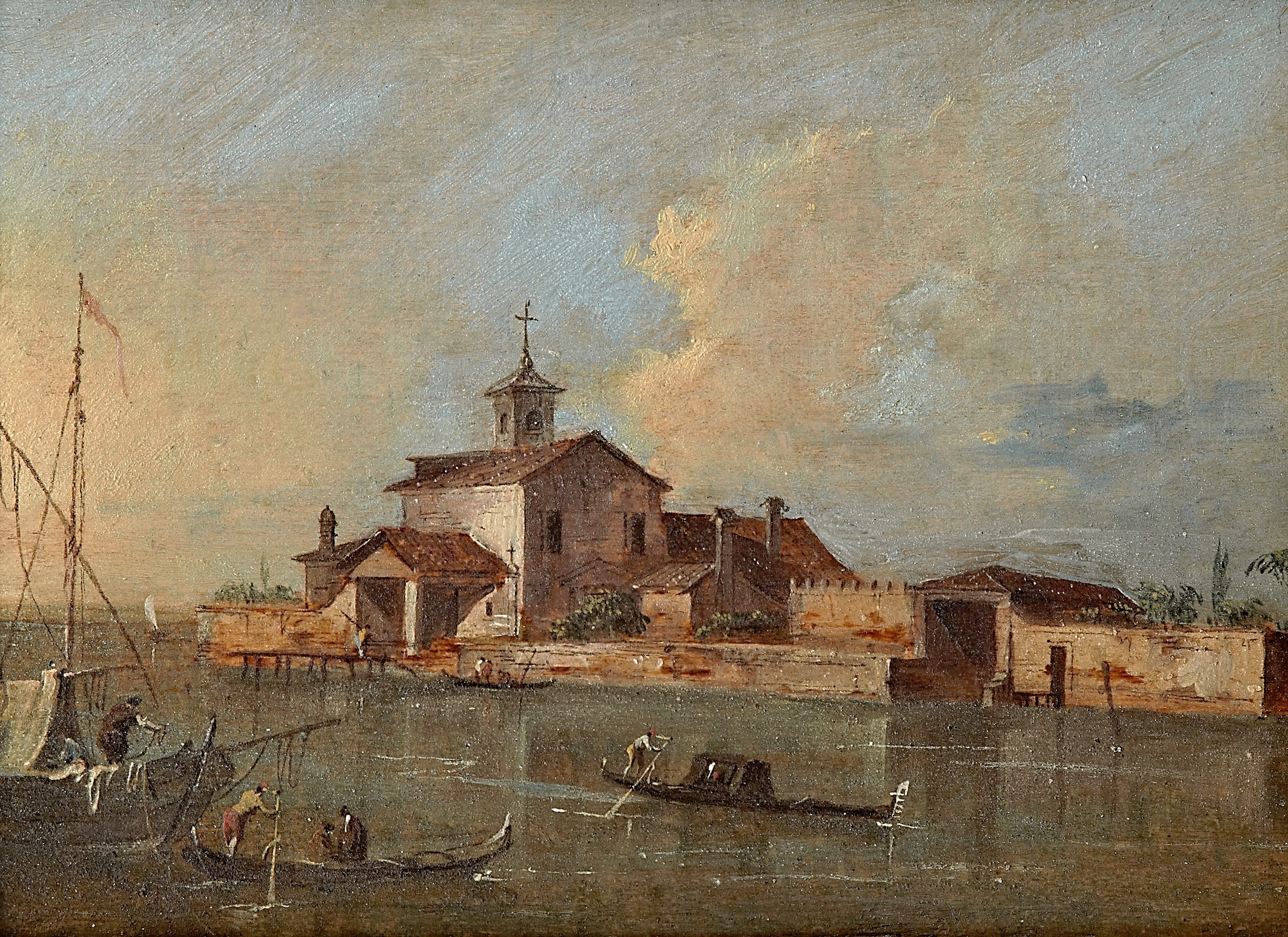
Giacomo Guardi (Venezia 1764 – Venezia 1835), San Giacomo in Paludo
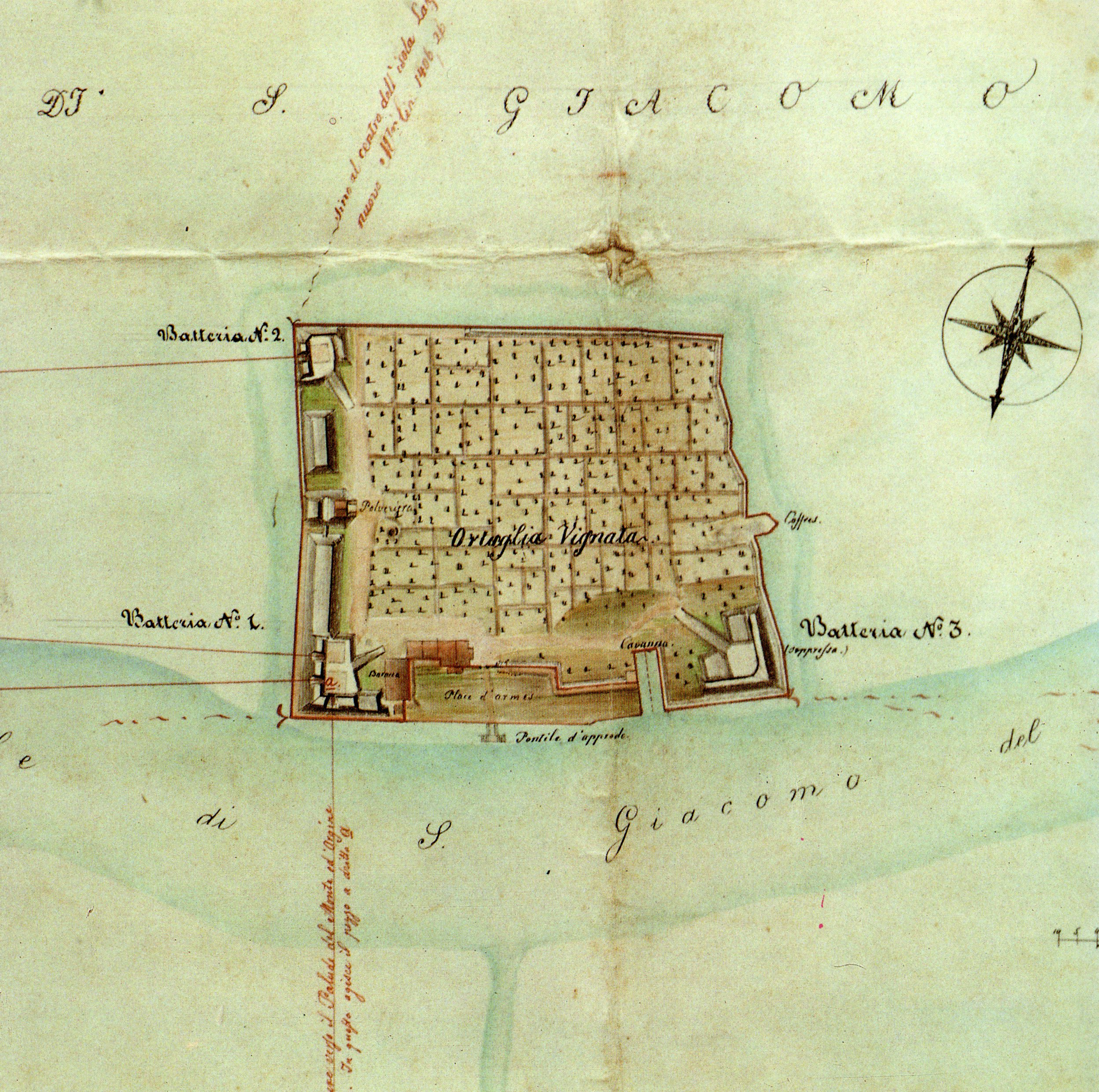
Pianta dell'isola durante l'assedio austriaco, 1849
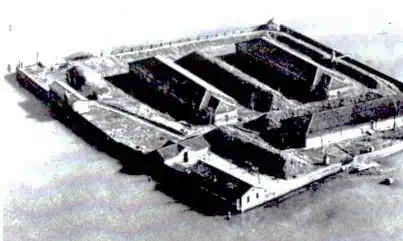
San Giacomo, inizi novecento
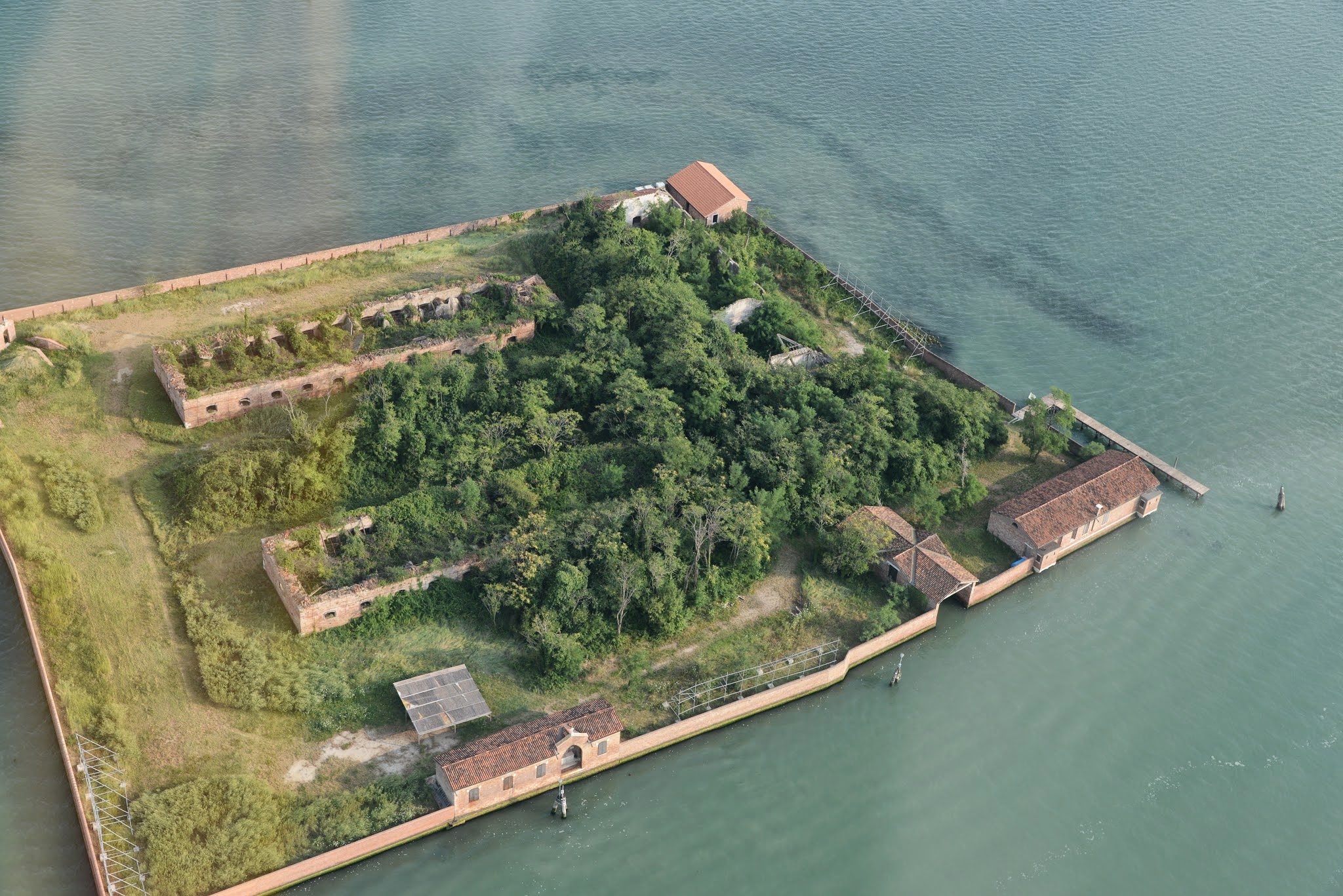
Vista aerea dell'isola